# Тавара, Геральд
Ге́ральд Марти́н Та́вара Могольо́н (исп. Gerald Martin Távara Mogollón; род. 25 марта 1999, Сульяна, Пьюра) — перуанский футболист, полузащитник клуба «Спортинг Кристал» и сборной Перу.

## Клубная карьера
Тавара — воспитанник клуба «Спортинг Кристал». 30 октября 2016 года в матче против «Куско» он дебютировал в перуанской Примере. В том же году Геральд стал чемпионом Перу. В начале 2017 года для получения игровой практики Тавара был арендован клубом «Кахамарка». 6 мая в матче против «Хуан Аурич» он дебютировал за новую команду. В 2018 году Тавара на правах аренды перешёл в «Спорт Росарио». 2 сентября в матче против «Альянса Лима» он дебютировал за новую команду. 28 октября в поединке против «Аякучо» Геральд забил свой первый гол за «Спорт Росарио». В 2019 году он вернулся в Спортинг Кристал. 2 июня в поединке против «Альянса Универсидад» Геральд забил свой первый гол за «Спортинг Кристал». 

## Международная карьера
В начале 2015 года Тавара в составе юношеской сборной Перу принял участие в юношеском чемпионате Южной Америки в Парагвае. На турнире он сыграл в матчах против команд Венесуэлы, Колумбии, Парагвая и Бразилии.
В 2017 года Тавара принял участие в молодёжном чемпионате Южной Америки в Эквадоре. На турнире он сыграл в матче против команды Аргентины, Боливии и Венесуэлы.
В 2019 году Тавара во втором раз принял участие в молодёжном чемпионате Южной Америки в Чили. На турнире но сыграл в матчах против команд Уругвая, Парагвая, Эквадора и Аргентины.

## Достижения
Командные
 «Спортинг Кристал»
- Победитель перуанской Примеры (3) — 2016, 2018, 2020